# Jastrowo-Majątek
Jastrowo-Majątek – część wsi Jastrowo w Polsce, położona w województwie wielkopolskim, w powiecie szamotulskim, w gminie Szamotuły. Wchodzi w skład sołectwa Jastrowo.
W latach 1975–1998 Jastrowo-Majątek administracyjnie należało do województwa poznańskiego.